# Cephaloniscus sociabilis
Cephaloniscus sociabilis is een pissebed uit de familie Platyarthridae. De wetenschappelijke naam van de soort is voor het eerst geldig gepubliceerd in 1989 door Ferrara & Taiti.